# Északi imádkozó sáska (harcművészet)
Az északi imádkozó sáska (kínai: 螳螂拳, pinyin: tánlángquán, imádkozósáska-ököl) egy kínai harcművészeti ág, mely széles körben elterjedt a világban. Nevét alapításának történetéről, és a stílusok közös jellemzőjéről, az imádkozó sáska mozdulatainak utánzásáról kapta.

## Jellemzői

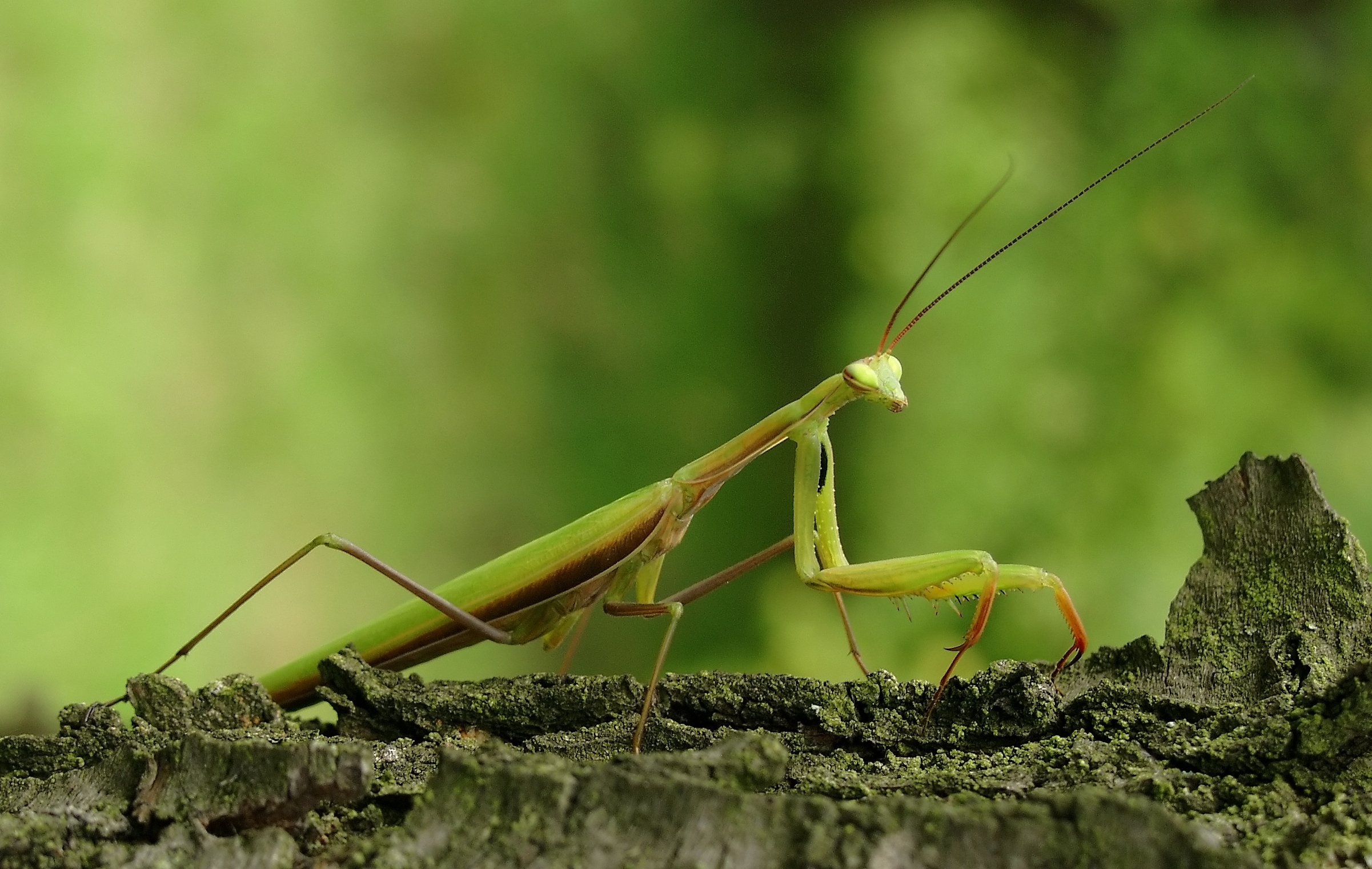
Egy igazi imádkozó sáska

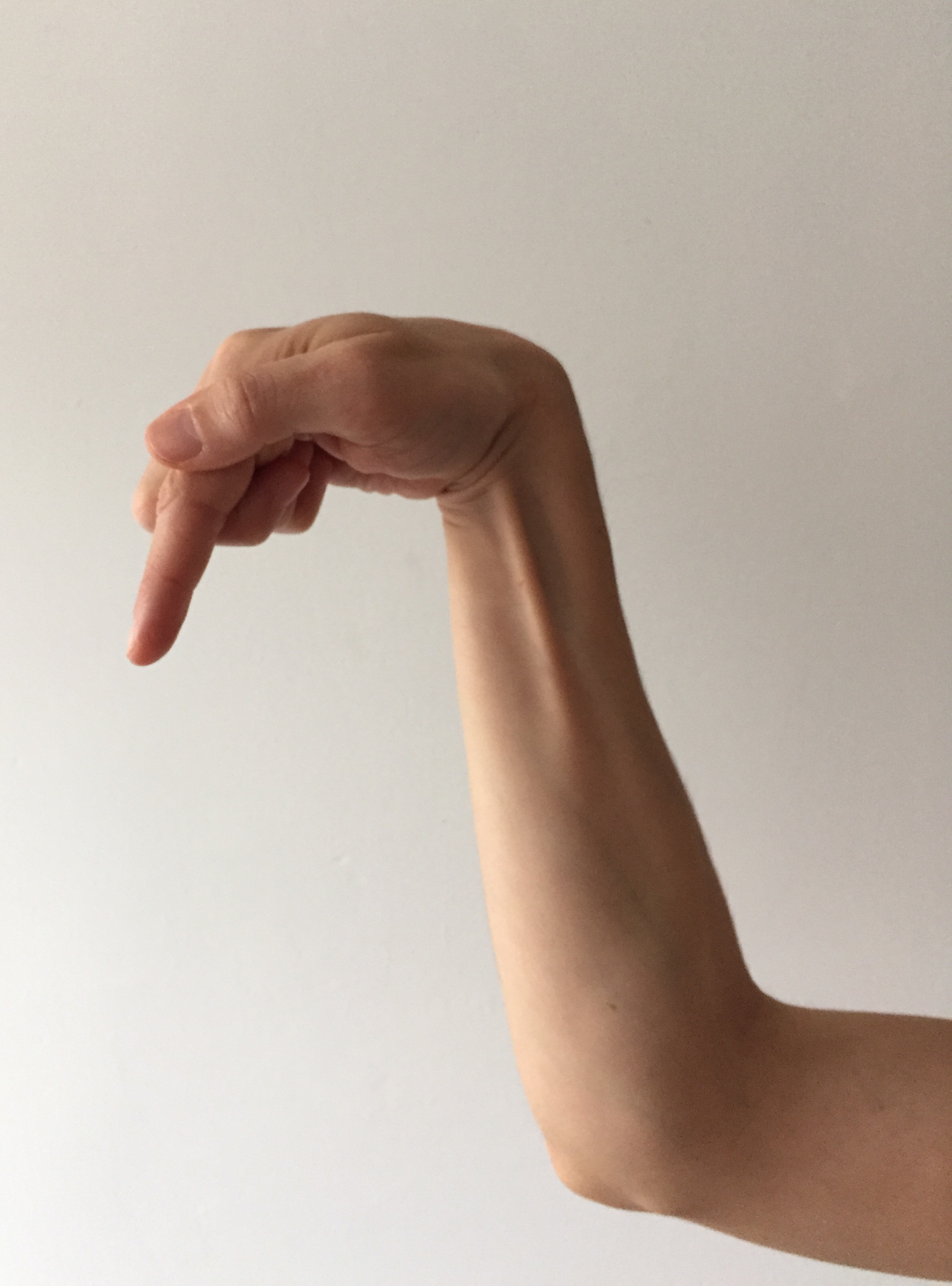
A „sáska horog”

Az északi imádkozó sáska stílusok közös jellemzőik alapján könnyen felismerhetők. Legjellegzetesebb tulajdonságuk az ún. „sáska horog” (螳螂勾; pinyin: tángláng gōu) alkalmazása, mely az imádkozó sáska jellegzetes „kéztartásából”" eredeztethető. A sáska horog alkalmazása, célja sokrétű: alkalmazható pontszerű (pl. akupresszúrás vitálpontok) támadásra, de különböző blokkokra is. 
Használatának célja az ellenfél rövid idejű megragadása, meghúzása, mely az ellenfél egyensúlyvesztését idézheti elő a gyakorlott alkalmazónál.
A gyors, gyakori fogások magukkal hozzák a dinamikus, robbanékony, folyamatos, kéztechnikák (fogások, megragadások, csúsztatások, ütések) alkalmazását, melyek ismertetőjegyei az imádkozó sáska stílusoknak.
A fogás- és mozdulatkombinációk sokrétűsége miatt az északi sáska stílusokra jellemző a nagy számú formagyakorlat, és az alkalmazások nagy száma.
Az imádkozó sáska kulcsszavai a nyugalom, a türelem, a várakozás és az időzítés.